# 聽見愛你的聲音
《聽見愛你的聲音》（英語：Loev，讀音love）是2015年上映的印度愛情劇情片，由蘇丹舒·薩里亞執導和編劇。德魯·甘尼許和席夫·潘迪特主演的兩個朋友前往西高止山脈共度週末，並聚焦在兩人複雜的情慾關係。甘尼許在作品上映前死於结核病，所以這是他的遺作。電影片名是故意拼錯「love」。
薩里亞在創作未上映電影《我在這裏》的草稿時寫下《聽見愛你的聲音》的劇本，並大量汲取自身經歷。雖然後來薩里亞懷疑作品能否出產，但阿菲·蘭巴和凱瑟琳娜·苏卡勒還是挑起監製大樑。電影主要在默哈伯莱什沃尔、印度半島的西高止山脈和孟買取景，並於2014年夏天由攝影師謝里·考克以2K解析度拍攝，共歷時16天。影片透過群眾募資和成本削减措施擠出預算，所以成本相對較低，只有100萬美元。
《聽見愛你的聲音》在愛沙尼亞的2015年塔林黑夜影展舉行全球首映，在2016年西南偏南影展舉行北美首映，並在2016年孟買國際影展舉行印度首映，均取得影評人和觀眾好評。評論人尤其讚賞劇本以及潘迪特和甘尼許的演技，還欣賞電影不因循守舊和對印度同性戀的新穎呈現。電影贏得特拉維夫國際影展的觀眾票選最佳長片獎。《聽見愛你的聲音》於2017年5月1日在Netflix發行。

## 劇情
孟買的年輕音樂家薩希（Sahil）打算與現在是成功商人並住在紐約的童年好友傑（Jai）在週末時去西高止山脈度假。傑恰逢旅行時要在孟買舉行商務會議，所以兩人花了一天驅車前往默哈伯莱什沃尔，抵達後決定去當地市場逛逛。在樂器舖時，傑十分喜歡薩希的吉他技巧，並建議他應該去做全職音樂人。
整場旅行下來，他們表示兩人過去難以維持感情。薩希對傑越來越冷漠的舉止和工作狂的本性感到惱火，而傑不滿薩希持續的抱怨。一晚，傑向薩希調情，薩希起初猶豫不決，但最終還是作出回應。隔天早上，兩人根據薩希的計劃去到山脈，當薩希帶傑到突出的懸崖去欣賞默哈伯莱什沃尔的美景時開始接吻。之後他們回到傑為商務會議訂下的酒店，並在傑不得不離開房間去參加會議之前承認互相有被對方吸引。薩希打斷會議，並在眾目睽睽下對傑作出浪漫姿態，傑感到十分尷尬。因此兩人在酒店房內產生衝突，當中薩希指責傑害怕出櫃，傑駁斥薩希從一開始就沒有回應自己的愛。兩人接吻，但當薩希嘗試推開的時候，傑強姦了他，隨後立即感到後悔。傑為此道歉，並告訴薩希如果他想可以離開。薩希留了下來，但拒絕與傑交談。
按照計劃，兩人去見了薩希的男友亞歷克斯（Alex），隨行的還有亞歷克斯的朋友朱聂尔（Junior）。這群人在晚餐後討論他們的生活狀況，但由於薩希與亞歷克斯爭論關於後者不負責任的行為而遭到強行打斷。由於傑決定晚點回到紐約，所以四人回房準備去收拾薩希的行李。亞歷克斯注意到吉他，並堅持要求薩希為他演奏，薩希只好被迫演奏原創歌曲。亞歷克斯在當時完全被薩希迷住，並與傑共舞。亞歷克斯提議拿回薩希的行李，並給他們兩人多點時間，而薩希離開時與傑擁抱，並沒談及強姦一事。
傑在機場時叫薩希離開，拒絕薩希為和好所做的努力，並稱他倆因為他倆有著天壤之別，所以不可能在一起。然而他們分道揚鑣的時候，傑卻發送信息給薩希說還愛著他。亞歷克斯去機場接薩希，這讓薩希大吃一驚。當兩人開車回到他們公寓時，亞歷克斯給予薩希誠摯的道歉來彌補自己的過錯。

## 演員表
- 德魯·甘尼許（Dhruv Ganesh） 飾 薩希
- 席夫·潘迪特（英语：Shiv Panditt） 飾 傑
- 西达尔特·梅农（英语：Siddharth Menon (actor)） 飾 亞歷克斯
- 瑞瑟·J·查达哈（Rishabh J. Chaddha） 飾 朱聂尔

## 製作

### 籌備和選角

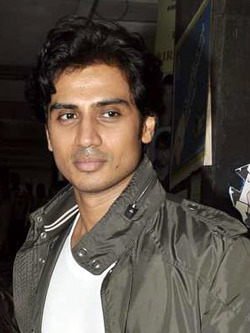
席夫·潘迪特（攝於2017年）在偶遇蘇丹舒·薩里亞後恰巧發現了電影的劇本

《聽見愛你的聲音》的劇本由蘇丹舒·薩里亞在美國創作，當時他正在創作另一部電影《我在這裏》（I Am Here）的劇本。薩里亞稱電影「小巧、脆弱、誠實」，並說他盡最大努力來「試圖呈現男性友誼之間的沈默和從未提及的東西」。因為無法為《我在這裏》籌得資金，所以他開始轉向創作《聽見愛你的聲音》。劇本剛成型時，薩里亞並沒有打算將其製作為劇情長片，因為他相信沒有投資人和演員願意參與，並認為電影也會在印度遭到審查或禁播。作品的故事背景設在薩里亞的家鄉孟買，並沿用了導演自己的個人經歷，例如他在印度的山區小鎮大吉嶺成長，及之後去紐約伊薩卡藝術學院就讀的經歷。對白用英文和印地文混成的印度英語撰寫而成。
這部電影的前期工作於2014年2月開始，當時孟買柏林電影製作公司（Bombay Berlin Film Production）的凱瑟琳娜·苏卡勒（Katharina Suckale）、賈斯琳·瑪瓦（Jasleen Marwah）和阿菲·蘭巴有興趣將劇本改編成長片。薩里亞表示創作劇本十感到「極為羞愧和恐懼」，所以完成後並沒有招攬任何投資人，而是放進抽屜裏。苏卡勒和蘭巴接手劇本，並同意一起製作薩里亞的導演處女作。電影片名是故意拼錯「love」，儘管兩者發音相同，本質上算是同義詞。薩里亞在接受《Gaylaxy》採訪時解釋這個做法：「無論love與常規看起來有多麼不同，也就是無論它如何拼寫，還是（讀）love。」印度最高法院於2013年12月決定恢復印度刑法第377條，將印度同性戀定義為非法行為，這對薩里亞的創作帶來重大負荷。薩里亞在電影官方聲明中談及工作環境時說到：「正是在這個印度環境（指最高法院的判決）中，我們的演員、技術員、投資人和支持人聚集一起製作這部電影，並絕對保密。」
《聽見愛你的聲音》的製作預算僅花了100萬美元，部分資金來自製作夥伴和私人股權投資。他們在資助大門網站Indiegogo上發起群眾募資活動，並籌得大約4千美元。蘭巴在接受數位電影雜誌《Pandolin》瑪諾·沙瑪（Manoj Sharma）的訪問時談到為作品提供資金的困難，並說道許多投資人不止一次在最後一刻退出，劇組工作人員甚至用薪水資助電影來擠出作品成本。
電影由席夫·潘迪特和德魯·甘尼許主演，前者與薩里亞的偶遇下恰巧發現了電影的劇本。潘迪特在接受《每日新聞與分析》採訪時談及他和薩里亞的會面時表示：「他從未想過讓我參演電影（……）因為他覺得我只會接商業大片，（所以）我不得不強迫他把其供出來。然而當我聽聞影片時對其十分感興趣，（於是）我們決定合作。」薩里亞在讀劇時叫甘尼許試電影主角薩希，而他對角色的解讀讓薩里亞印象深刻，但甘尼許對飾演該角色感到擔憂，經過一番斟酌後決定接演。西达尔特·梅农和瑞瑟·J·查达哈飾演電影配角。《聽見愛你的聲音》是甘尼許的遺作，因他於2015年1月在電影後期製作時死於结核病。電影最後剪輯版本的片头字幕是向他致意。

### 拍攝和後期製作

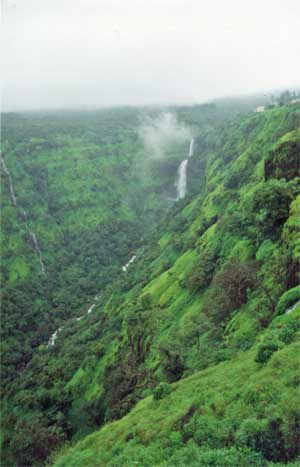
印度西高止山脈的默哈伯萊什沃爾是電影取景地

主體拍攝於2014年夏天開始，並主要在孟買及印度半島西高止山脈上的世界遺產山城默哈伯萊什沃爾取景。美國電影學會校友謝里·考克（Sherri Kauk）擔任電影的攝影指導。《聽見愛你的聲音》透過單一的預定計劃，僅花了16天便殺青。薩里亞說：「我們必須計劃周全、極度節儉、清算每一分錢和讓全部內容都能出現在螢幕上。」
拍攝非常謹慎地完成，原因是薩里亞害怕當地社區反對電影中暗含的同性戀主題。工作人員中只有核心小組知道劇情的細節，其他則認為其跟一樣是公路電影。在拍攝潘迪特親吻甘尼許的外景時令工作人員大吃一驚，因為他們大多數人都不知道兩個角色之間會有什麼愛戀關係。潘迪特認為強姦一幕帶有情感因素，所以很難拍攝，並說：「我得克服自己的憎惡感情，也不能對我角色傑的行為作出論斷。（所以）我只是去了解傑對這種情況所作出的反應。」
剪輯過程於2015年6月開始。剪輯團隊由尼特什·巴蒂亞（Nitesh Bhatia）帶領，而普里塔·達斯（Pritam Das）是混音師。斯威塔·古普塔（Sweta Gupta）是電影的藝術指導，而服化道由羅希特·查圖維迪（Rohit Chaturvedi）負責。東尼·科克卡爾為電影打造原聲帶。科克卡爾演唱的原創曲《Ek Chaand》以電影官方原聲帶收錄歌曲發行，於2017年5月4日由德西音樂廠（Desi Music Factory）在iTunes發行，而長達兩分半的歌曲預覽於同月在YouTube發行。
經過4個月的後期製作，《聽見愛你的聲音》完整的剪輯和混音版於2015年11月25日完成。電影長達92分鐘，並冠上孟買柏林電影製作公司和四線影業（Four Line Films）的名義上映。巴黎銷售、製作、發行三合一公司盧瓦克·马涅龙廣泛管理公司（Loic Magneron's Wide Management）取得影片的海外發行權。马涅龙與薩里亞在塔林的電影首映碰面後達成協議，然而當監製與Netflix進行商談時發行權遭到撤銷。電影的全球版權於2017年4月被Netflix收購。

## 主題和影響

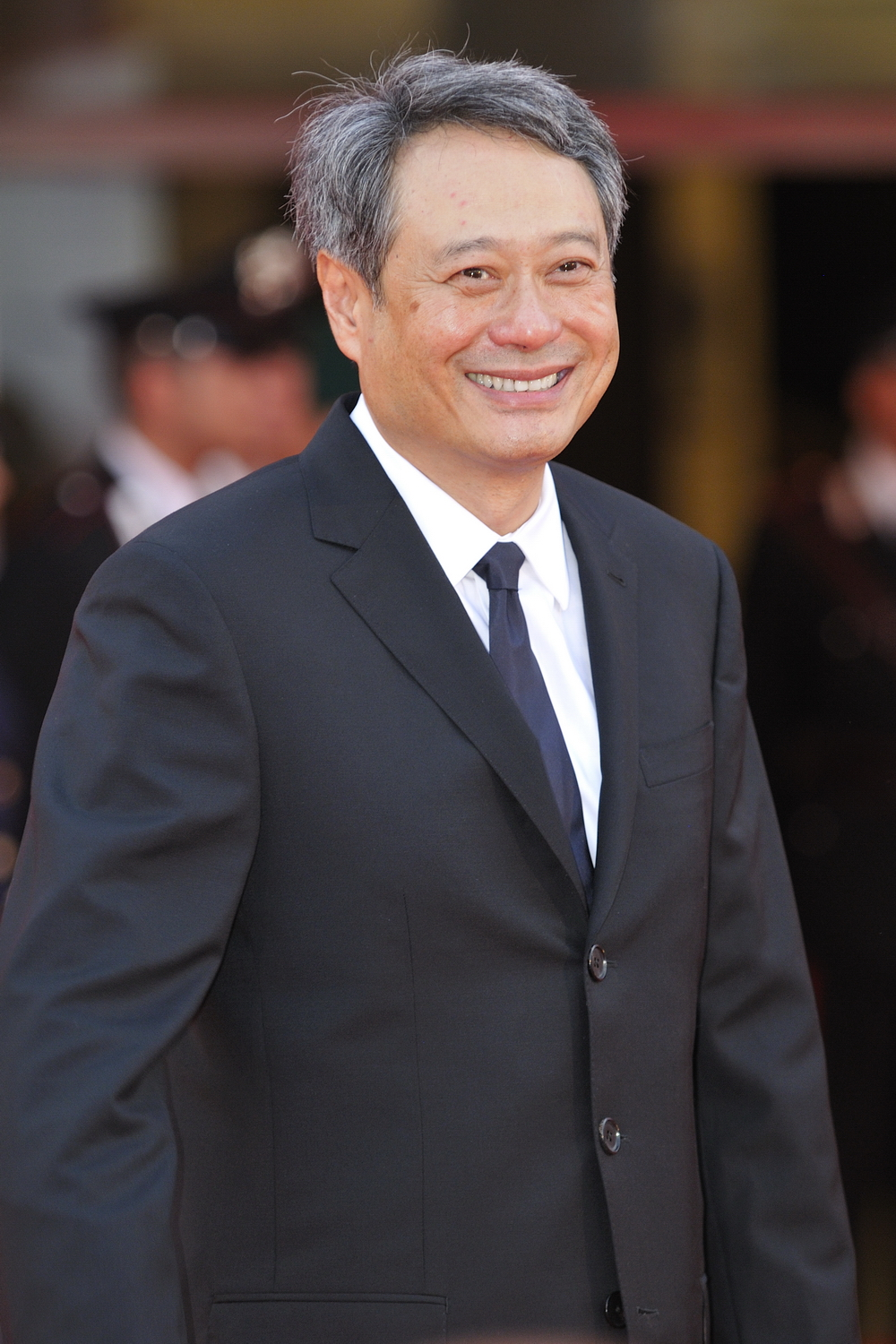
評論人注意到《聽見愛你的聲音》與李安（攝於2009年）2005年電影《斷背山》有相似之處

影評人阿瑟姆·查布拉（Aseem Chhabra）、扎克·福特（Zack Ford）和蘇巴斯·K·查認為《聽見愛你的聲音》的中心主題是單戀和自我認同，並覺得「性」屬於次要。紐約電影編劇兼導演的查布拉指出電影完美地呈現了同性戀角色的情緒轉變，而他們似乎對自身身份感到輕鬆自在。就薩里亞自己的話來說，這部電影打算塑造成一部「有關愛慕的通俗故事」，並不想為電影或兩個主角之間的關係定下單一定義。
《Vox》的悉達思·奈杜（Siddharth Naidu）覺得電影無論在政治上還是情感上都很激進，而查布拉在雷迪夫網的另一篇社評稱影片帶點政治元素。自由工作記者史蒂芬·鮑羅維茨（Steven Borowiec）對此觀點表示贊同，表示印度同性戀的社會情境仍然「大部分不會出現在螢幕」。《ThinkProgress》的福特還指出雖然社會政治背景「從未明確被提及，（但）卻貫穿其中」。薩里亞在談到同一問題時表示《聽見愛你的聲音》並非政治電影，但所起的作用讓其變得政治化，並表示「起初是書卷氣的抗議行動，但很快變成其他東西，（這就是）愛。」查相信影片代表了「印度違憲愛情電影的新開端」。
薩里亞在美國工作時接觸到當地的獨立電影，並極大影響了他的作品，更表示達頓兄弟、和西里斯科什·慕克吉等導演在自己剛成為導演時極具影響力。部分影評人和評論員指出《聽見愛你的聲音》和李安《斷背山》之間有相似之處，觀察到兩者明顯都是「用崎嶇的地帶來界定禁忌愛情（這個）主題」。這部電影在視覺和結構上也被覺得跟安德魯·海格的和王家衛的《春光乍洩》相似。福特認為儘管《聽見愛你的聲音》與《愛在週末邂逅時》相比，有關同性之戀的著墨較為微弱，影片還是「對寶萊塢來說十分新穎」。

## 發行
《聽見愛你的聲音》於2015年11月19日在愛沙尼亞的塔林黑夜影展舉行首映。電影在歐洲和亞洲多個影展放映，包括南韓全州國際影展、土耳其伊斯坦堡國際影展、斯洛伐克藝術影展和羅馬尼亞外西凡尼亞國際影展。影片於2016年3月12日在西南偏南影展「視覺」單元舉行北美首映。特拉維夫國際LGBT影展、閃耀BFI：倫敦LGBT影展和框架線影展等LGBTQ影展有放映作品。電影贏得2016年特拉維夫國際影展觀眾票選最佳長片獎。
《聽見愛你的聲音》在2016年印度孟買影展「印度之神」單元上映時獲得好評，並在特里凡得琅的2016年喀拉拉邦國際影展放映。《聽見愛你的聲音》於2017年5月1日在Netflix上映。在Netflix上映時，一張新海報公諸於眾，由印度設計公司貝親和可（Pigeon & Co）設計，當中描繪了兩名主角。電影上映後不久，拉傑夫·馬桑德在CNN新聞18頻道的脫口秀訪問薩里亞，並與主角、薩里亞和製片人組織了圓桌會議。2017年5月，電影在孟買有特殊放映，全體演員和工作人員以及、卡琪·柯切林、蘭維海·辛格、貝喬伊·南比亞、史魯蒂·塞斯和張眉陽等寶萊塢名人均有出席。

## 專業評價

### 國內
《聽見愛你的聲音》在孟買影展取得好評。MAMI青年評論家實驗室的馬尼卡·維瑪（Manika Verma）給予高度評價，稱其為「喘息」，並表示電影「最容易陷入迎合和順從刻板印象的陷阱，（但）並沒有」。《印度報》的納拉塔·約西也贊同這一點，表示影片為同性戀電影增添新的層次，並覺得這個嘗試「看似簡單，但又略顯不同，並誠摯的呈現永恆關係這項難題」。蘇巴斯·K·查給電影四顆星（滿分五顆），覺得其不是同性戀電影，而是一齣「難忘的愛情故事」，更讚許攝影、執導及甘尼許和潘迪特的演技，稱這部電影不只「在現實印度的背景下重新定義了愛和激情，更是開啟了違反印度憲法愛情電影的新篇章」。《每日新聞與分析》的迪帕里·辛格（Deepali Singh）也稱讚這部電影，尤其是攝影和甘尼許的演技，並認為影片中有幾個令人難忘的鏡頭。約西還稱讚主角兩人之間碰撞出的火花，表示潘迪特「完全的可靠又具有力量」，而甘尼許「溫柔又脆弱」。

### 海外
《聽見愛你的聲音》在許多影展上取得好評。評論人高度稱讚電影對同性戀主題細膩的處理及演員的演技。《抽動電影》的謝拉格·羅文-萊格（Shelagh Rowan-Legg）在評論塔林黑夜影展的電影時讚賞《聽見愛你的聲音》別具一格的概念，與平常有關印度的電影十分不同，並寫道「《聽見愛你的聲音》以細膩且開放的情慾形象（……）來審視個人和政治」。羅文-萊格接著稱影片是為演員「量身定制」，尤其讚賞潘迪特，並說：「潘迪特完美掌握時機讓他的沮喪慢慢釋放出來（……）既令人震驚又可信。」《螢幕週刊》的溫蒂·艾德（Wendy Ide）認為甘尼許「在螢幕上魅力四射」，但對演員的演技留下了另樣的深刻印象，並表示「儘管採取自然主義的表演風格，但傑和薩希之間的關係並不完全具有說服力」。
《聽見愛你的聲音》在北美獲得好評。影片是西南偏南影展首度放映的印度電影。《麥高芬》（The Macguffin）的布魯克·科索（Brooke Corso）在影展時表示這部美麗又令人心碎的電影當「其著墨於角色不說話時該怎樣表達，而當他們說話時該怎樣避免」的時候而表現出眾。《奧斯汀美國政治報》的馬特·希弗德克（Matt Shiverdecker）在相同活動時高度讚賞電影製作，稱其是個「小奇蹟」，更稱讚電影的真實感，並把成功歸功於演員和優美的風景。生死相守電影（Birth Movies Death）的西德漢·艾德拉克哈（Siddhant Adlakha）稱《聽見愛你的聲音》是「有著非凡結構的小型電影」和「當中的問題無法簡單回答的憂鬱故事（……）但其中的幸福雖短暫但感到永恆」。

## 榮譽
| 年份 | 獎項/影展          | 範疇                 | 提名及獲獎者       | 結果 | 參考   |
| ---- | ------------------ | -------------------- | ------------------ | ---- | ------ |
| 2015 | 塔林黑夜影展       | 三叉戟獎（首部長片） | 《聽見愛你的聲音》 | 提名 | [ 8 ]  |
| 2016 | 瓜達拉哈拉國際影展 | 最佳長片             | 《聽見愛你的聲音》 | 提名 | [ 47 ] |
| 2016 | 框架線影展         | 評審團最佳長片       | 《聽見愛你的聲音》 | 提名 | [ 48 ] |
| 2016 | 框架線影展         | AT&T觀眾獎           | 《聽見愛你的聲音》 | 獲獎 | [ 48 ] |
| 2016 | 西南偏南影展       | 視覺（觀眾票選獎）   | 《聽見愛你的聲音》 | 提名 | [ 49 ] |
| 2016 | 特拉維夫影展       | 觀眾票選最佳長片獎   | 《聽見愛你的聲音》 | 獲獎 | [ 35 ] |

## 外部連結
- 互联网电影数据库（IMDb）上《聽見愛你的聲音》的资料（英文）
- 豆瓣电影上《聽見愛你的聲音》的資料 （简体中文）
- 爛番茄上《聽見愛你的聲音》的資料（英文）